# Toby Hemenway
Toby Hemenway (23 de abril de 1952 – 20 de dezembro de 2016)  foi um autor e educador americano que escreveu extensivamente sobre permacultura e questões ecológicas. Ele é o autor de Gaia's Garden: A Guide to Home-Scale Permaculture e The Permaculture City: Regenerative Design for Urban, Suburban, and Town Resilience. Foi professor-adjunto na Universidade Estadual de Portland, pesquisador residente na Universidade do Pacífico e diretor de campo do Instituto da Permacultura dos EUA.

## Carreira
Depois de se formar em Biologia pela Universidade Tufts, Hemenway trabalhou por muitos anos como pesquisador em genética e imunologia, primeiro em laboratórios acadêmicos, incluindo os da Harvard e da Universidade de Washington, e depois na Immunex, importante empresa de biotecnologia médica.
Na época em que crescia sua insatisfação com os rumos que a biotecnologia tomava, descobriu a permacultura. Seguiu-se uma mudança de carreira, e Hemenway e sua esposa, Kiel, passaram dez anos criando um espaço de permacultura rural no Oregon. Ele foi o editor da Permaculture Activist, revista de design ecológico e cultura sustentável, de 1999 a 2004, e se mudou para Portland em 2004. Depois de seis anos desenvolvendo recursos de sustentabilidade urbana no local, Hemenway e sua esposa dividiram seu tempo entre Sebastopol, na Califórnia, e o estado de Montana.
Hemenway morreu de câncer pancreático em 20 de dezembro de 2016.

## Publicações
- Gaia's Garden: A Guide to Home-Scale Permaculture (2001, ISBN 978-1890132521),
- The Permaculture City: Regenerative Design for Urban, Suburban, and Town Resilience (2015, ISBN 978-1603585262),

## Palestras
- Como a permacultura pode salvar a humanidade e o planeta, mas não a civilização
- Redesenhar a civilização com a permacultura